# När Marnie var där
När Marnie var där (japanska: 思い出のマーニー, Omoide no Marnie, 'Minnenas Marnie'?) är en japansk animerad film i regi av Hiromasa Yonebayashi. Den producerades på Studio Ghibli och hade premiär den 19 juli 2014.
Historien handlar om den ensamma Anna och hennes vänskap med den mystiska Marnie, som möjligen inte riktigt är vad hon verkar vara. Den är en bearbetning av Joan G. Robinsons fantasyroman When Marnie Was There, utgiven på svenska 1969 som När Marnie var där.
Filmen hade biopremiär i Sverige 23 mars 2016. Den har bland annat visats i Finland och benämns av flera medier med den svenska titeln När Marnie var där. Denna titel gäller även vid biopremiären 2016 i Sverige.

## Innehåll

### Handling (översikt)
Den tolvåriga Anna bor i norra Japan, i Hokkaidos huvudort Sapporo, tillsammans med sina fosterföräldrar. På grund av sin astma får hon lov att tillbringa en sommar hos fostermoderns släktingar i en liten stad ute vid kusten i öster.
Filmen följer Annas upptäckter under sin sommarvistelse. Släktingarnas hus ligger nära en vik med kraftigt tidvatten och en övergiven villa vid vikens ena kant. En dag ser Anna hur det lyser i ett av fönstren, och därefter följer fler upptäckter. Huset verkar bekant på något vis. I huset möter Anna en liten flicka vid namn Marnie.[källa behövs]
Vid lågvatten kan man vada till huset, medan man behöver en båt vid högvatten. Toichi, en tystlåten gammal fiskare, har en eka som kommer väl till pass.

## Rollista

### Huvudpersoner
- Anna Sasaki (Sasaski Anna)

- Sara Takatsuki (japansk röst), Lova Atterhall (svensk röst)
12-årig flicka som har fått astma och får tillbringa en sommar hos fostermoderns släktingar i en liten stad ute vid kusten i öster
- Marnie (Mani)

- Kasumi Arimura (japansk röst, Julia Kedhammar (svensk röst)

### Rollista
- Anna (杏奈 Anna), ♀– (japansk röst:) Sara Takatsuki (tidigare: Great Teacher Onizuka) (svensk röst: Lova Atterhall)
- Marnie (マーニー Mānī), ♀ – Kasumi Arimura (Judge) (svensk röst: Julia Kedhammar)
- Yuriko (頼 子), ♀ – Nanako Matsushima (Ringu, Eldflugornas grav) (svensk röst: Linda Ulvaeus)
- Sayaka (svensk röst: Matilda Smedius)
- Kiyomasa Oiwa (大岩清正), ♂ – Susumu Terajima (svensk röst: Hasse Jonsson)
- Setsu Oiwa (大岩セツ), ♀ – Toshie Negishi (Ewa Roos)
- Äldre dam (老婦人), ♀ – Ryoko Moriyama (folkmusiksångare)
- Nanny (ばあや), ♀ – Kazuko Yoshiyuki (Passionernas rike)
- Hisako (久 子), ♀ – Hitomi Kuroki
- Konstläraren (美術教師), ♂ – Hiroyuki Morisaki
- Doktor Yamashita (山下医師), ♂ – Yo Oizumi
- Toichi (十一), ♂ – Ken Yasuda (svensk röst: Johan Hedenberg
- Ordförande i grannskapsföreningen (町内会役員), ♂ – Takuma Otoo
- Herre (紳士), ♂ – Shigeyuki Totsugi (Adam Portnoff)

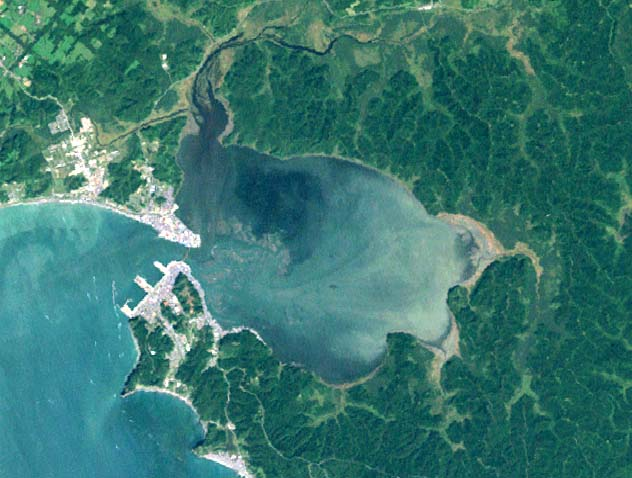
Studio Ghibli flyttade Robinsons berättelse från engelska östkusten till Hokkaidos östkust. Området runt Akkeshi (ovan och nedan) har inspirerat till miljöerna i filmen.

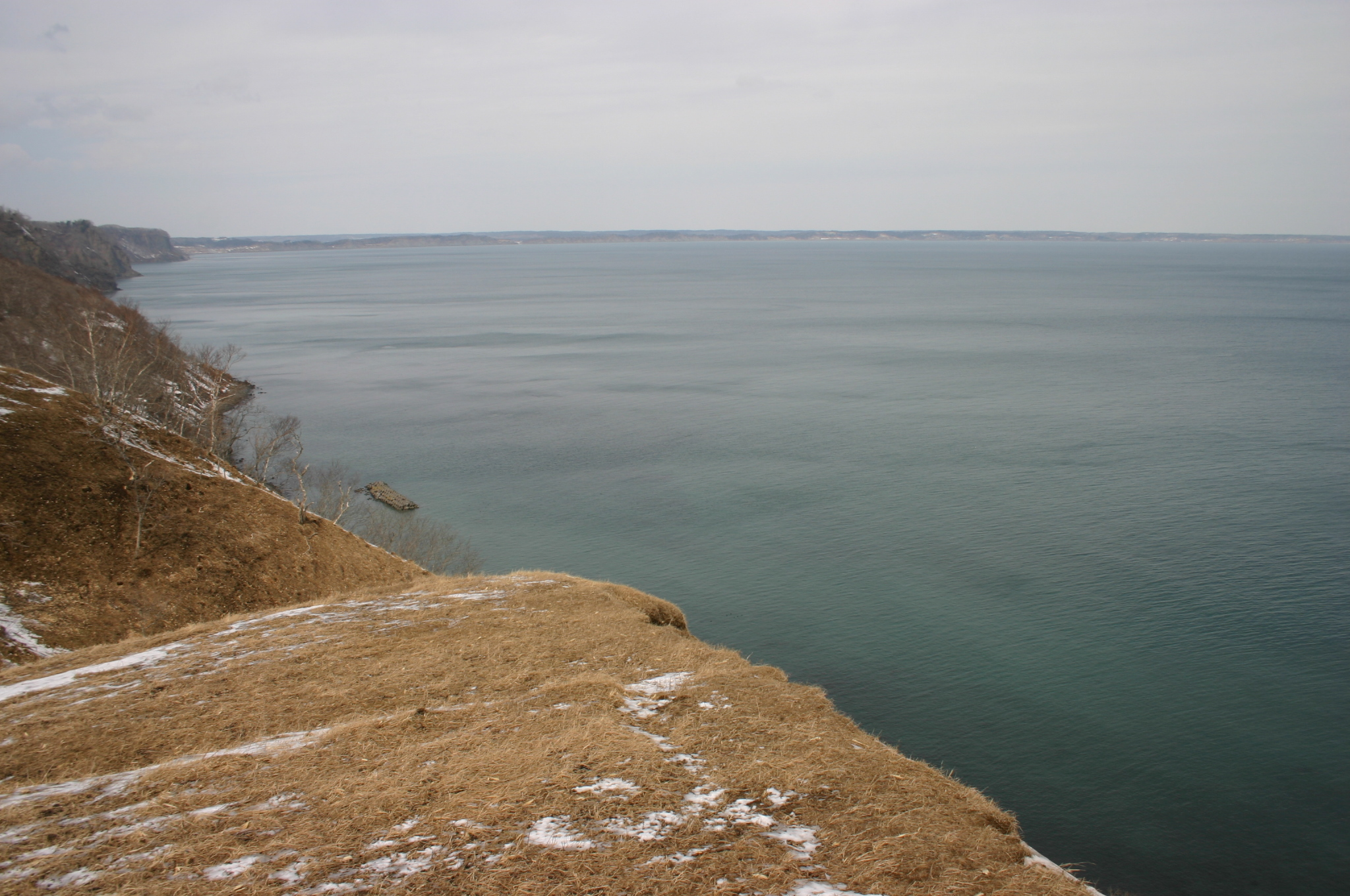

Källor: 

## Produktion
Detta är andra Studio Ghibli-filmen med Yonebayashi som ansvarig regissör, efter 2011 års Lånaren Arrietty. Filmen är baserad på en bearbetning av brittiskan Joan G. Robinsons fantasyroman When Marnie Was There, som kom ut i svensk översättning 1969 som När Marnie var där. Boken, som har illustrationer av Peggy Fortnum (känd från Björnen Paddington), följer en flicka som flyttar med sin fosterförälder till Norfolks kust. Där blir flickan vän med den annorlunda, ljushåriga flickan Marnie.
Yonebayashi och Studio Ghiblis animatörer har istället placerat Robinsons historia i en japansk miljö. Huvudfiguren Anna är född i Sapporo och hon tillbringar större delen av filmen i och kring Akkeshi på Hokkaidos östra kust. Inför filmproduktionen reste animatörerna till Akkeshi samt de närliggande Kushiro och Nemuro. Utifrån dessa miljöer skapade man en delvis fiktiv kustmiljö på östra Hokkaido.
Första trailern för filmen släpptes den 2 juli 2014. Mindre än två veckor senare, den 19 juli, hade filmen japansk biopremiär. Filmens musik står Takatsugu Matsumura för, medan ledmotivet både skrivs och sjungs av den amerikanska singer-songwritern Priscilla Ahn.
Rollerna som "Anna" och "Marnie" innebär de första huvudrollerna för de båda röstskådespelarna. Omoide no Marnie är samtidigt den första Studio Ghibli-filmen med ett ledmotiv sjunget på engelska och den första utan direkt medverkan av studions grundare Hayao Miyazaki och Isao Takahata.

## Mottagande
Filmen hade japansk biopremiär 19 juli 2014. Premiärveckan nådde den tredje plats på biotoppen, och efter åtta veckor nådde den biointäkter på 3,63 miljarder yen (motsvarande 33 miljoner US-dollar 21 september).
Under 2015 har filmen haft både nordamerikansk (USA) och brittisk biopremiär, via visningar på New Yorks internationella barnfilmsfestival i februari samt på BFI London Film Festival i oktober. Under hösten har även DVD- och Bluray-utgåvor givits ut i USA samt en DVD-utgåva i Polen. Filmen har under 2015 även gått på bio i Frankrike (januari), Italien (augusti), Finland (oktober), Tyskland (november). Vid biolanseringen i Finland (där Hufvudstadsbladets recensent gav filmen betyget 4/5) var den dubbad till finska. Vid visningen/-ar månaden innan på Helsingfors internationella filmfestival fanns filmen både med finsk och svensk textning.
Filmen (som hade USA-premiär under 2015) var en av de 16 långfilmer som deltog i kampen om de fem nomineringarna till 2016 års Oscars-utdelning – i kategorin Oscar för bästa animerade film. 14 januari 2016 meddelades att den blev en av de nominerade filmerna.